# اشتدیم
اشتدیم (به لاتین: Štedim) یک منطقهٔ مسکونی در مونته‌نگرو است که در شهرداری نیکشیچ واقع شده‌است. اشتدیم ۱۴۷ نفر جمعیت دارد.